# Новотна, Петра
Петра Новотна (чеш. Petra Novotná, девичья фамилия Вагнерова чеш. Wagnerova, 23 февраля 1966, Чехословакия) — чешская ориентировщица, многократная призёрка чемпионатов мира по спортивному ориентированию.
Впервые приняла участие в чемпионатах мира в 1985 году.
Основные достижения на международной арене связаны с выступлением за эстафетную команду. Так на чемпионате мира 1989 года в Швеции Петра стала серебряным призёром в женской эстафете. Тогда она ещё выступала под своей девичьей фамилией Вагнерова.
После замужества, сменив фамилию на Новотна, Петра дважды (в 1993 и в 1995 и годах) выигрывала бронзовые медали в эстафете.